# Global brain

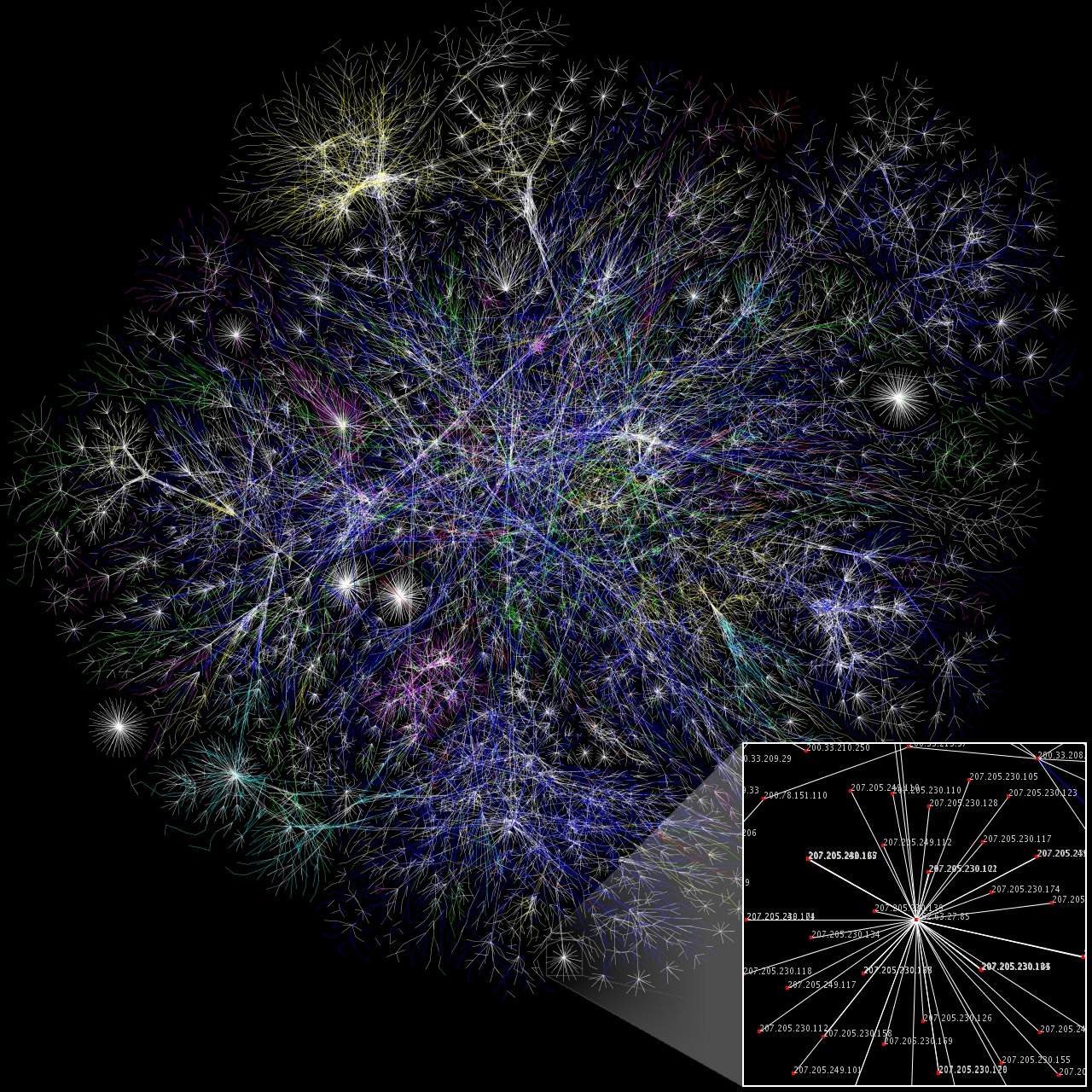
Opte: Proyecto de visualización de las rutas de encaminamiento a través de una porción de la Internet. Las conexiones y las vías de la red podrían ser vistas como las conexiones de las neuronas y las sinapsis de un cerebro global

El cerebro global es una visión de las tecnologías de la información y la comunicación de una red informática que interconecta a todos los seres humanos y sus artefactos tecnológicos. Como esta red global tiene cada vez más información, se apodera cada vez más de las funciones de coordinación y comunicación de las organizaciones tradicionales, y se vuelve cada vez más inteligente, a la vez que juega el papel de un cerebro para el planeta Tierra.

## Ideas básicas
Los defensores de la hipótesis del cerebro global afirman que Internet vincula cada vez más a sus usuarios en un solo sistema de procesamiento de información que funciona como parte del sistema nervioso colectivo del planeta. La inteligencia de esta red es colectiva o distribuida: no está centralizada ni localizada en ningún individuo en particular, organización o sistema informático. Por lo tanto, nadie puede ordenarlo o controlarlo. Por el contrario, se autoorganiza o emerge de las redes dinámicas de interacción entre sus componentes. Esta es una propiedad típica de los sistemas adaptativos complejos.
La red mundial en particular se asemeja a la organización de un cerebro con sus páginas web (jugando un papel similar a las neuronas) conectadas por hipervínculos (jugando un papel similar a las sinapsis), formando una red asociativa a lo largo de la cual la información se propaga. Esta analogía se fortalece con el surgimiento de las redes sociales, como Facebook, donde los enlaces entre páginas personales representan relaciones en una red social a lo largo de la cual la información se propaga de persona a persona. Dicha propagación es similar a la activación de propagación que las redes neuronales en el cerebro utilizan para procesar información de forma paralela y distribuida.

## Historia
Aunque algunas de las ideas subyacentes ya fueron expresadas por Nikola Tesla a fines del siglo XIX y fueron escritas por muchos otros antes que él, el término "cerebro global" fue acuñado en 1982 por Peter Russell en su libro The Global Brain. Cómo se desarrolló Internet para lograr esto se estableció por David Andrews en 1986. El primer artículo revisado por pares sobre el tema fue publicado por Gottfried Mayer-Kress en 1995, mientras que los primeros algoritmos que podrían convertir la red mundial en una red colectiva inteligente fueron propuestos por Francis Heylighen y Johan Bollen en 1996.

## Perspectivas
Al revisar los hilos de la historia intelectual que contribuyeron a la hipótesis del cerebro global, Francis Heylighen distingue cuatro perspectivas: "organicismo", "enciclopedismo", "emergentismo" y "cibernética evolutiva". Afirma que estas se desarrollaron en relativa independencia, pero ahora convergen en su propia reformulación científica.

### Organicismo
En el siglo XIX, el sociólogo Herbert Spencer vio a la sociedad como un organismo social y reflexionó sobre su necesidad de un sistema nervioso. El entomólogo William Wheeler desarrolló el concepto de la colonia de hormigas como un organismo espacialmente extendido, y en la década de 1930 acuñó el término superorganismo para describir dicha entidad. Este concepto fue adoptado más tarde por pensadores como Gregory Stock en su libro Metaman y Joel de Rosnay para describir a la sociedad planetaria como un superorganismo.
Los aspectos mentales de tal sistema orgánico a nivel planetario tal vez fueron primero ampliamente elaborados por el paleontólogo y sacerdote jesuita Pierre Teilhard de Chardin. En 1945, describió una próxima "planetización" de la humanidad, que vio como la siguiente fase de la aceleración de la "socialización" humana. Teilhard describió tanto la socialización como la planetización como procesos irreversibles e irresistibles de desarrollo macrobiológico que culminan en el surgimiento de una noosfera o mente global (véase el Emergentismo a continuación).
La teoría más reciente de los sistemas vivos describe tanto los organismos como los sistemas sociales en términos de los "subsistemas críticos" ("órganos") que necesitan contener para sobrevivir, un sistema de transporte interno, una reserva de recursos y un sistema de toma de decisiones. Esta teoría ha inspirado a varios pensadores, incluidos Peter Russell y Francis Heylighen, para definir el cerebro global como la red de subsistemas de procesamiento de información para el sistema social planetario.

### Enciclopedismo
En la perspectiva del enciclopedismo, el énfasis está en desarrollar una red de conocimiento universal. El primer intento sistemático de crear un sistema tan integrado de conocimiento mundial fue L'Encyclopédie de Denis Diderot y Jean le Rond d'Alembert, del siglo XVIII. Sin embargo, a fines del siglo XIX, la cantidad de conocimiento se había vuelto demasiado grande para ser publicado en una sola publicación sintético. Para abordar este problema, Paul Otlet fundó la ciencia de la documentación, ahora llamada ciencia de la información. En la década de 1930, concibió un sistema de asociación similar a la World Wide Web entre documentos y enlaces de telecomunicaciones que haría que todos los conocimientos del mundo estuvieran disponibles de inmediato para cualquiera. H. G. Wells propuso una visión similar de una enciclopedia mundial desarrollada colaborativamente que sería constantemente actualizada por una institución global similar a la universidad. Llamó a esto un cerebro mundial, ya que funcionaría como una memoria continuamente actualizada para el planeta.
Tim Berners-Lee, el inventor de la World Wide Web, también se inspiró en las posibilidades de asociación libre del cerebro para su invención. El cerebro puede vincular diferentes tipos de información sin ningún vínculo aparente; Berners-Lee pensó que las computadoras podrían ser mucho más poderosas si pudieran imitar este funcionamiento, es decir, hacer enlaces entre cualquier información arbitraria. La implementación más poderosa del enciclopedismo hasta la fecha es Wikipedia, que integra los poderes asociativos de la world-wide-web con la inteligencia colectiva de sus millones de contribuyentes, acercándose al ideal de una memoria global. La web semántica, también propuesta por primera vez por Berners-Lee, es un sistema de protocolos para hacer que las piezas de conocimiento y sus enlaces sean legibles por máquinas, de modo que puedan usarse para hacer inferencias automáticas, proporcionando así a esta red cerebral algo capacidad para el "pensamiento" autónomo o la reflexión.

### Emergentismo
Este enfoque se centra en los aspectos emergentes de la evolución y el desarrollo de la complejidad, incluidos los aspectos espirituales, psicológicos y moral-éticos del cerebro global, y es actualmente el enfoque más especulativo. El cerebro global se ve aquí como un proceso natural y emergente de desarrollo evolutivo planetario. Aquí nuevamente, Pierre Teilhard de Chardin intentó una síntesis de ciencia, valores sociales y religión en su The Phenomenon of Man, que sostiene que el telos (impulso, propósito) del proceso evolutivo universal es el desarrollo de mayores niveles de complejidad y conciencia. Teilhard propuso que si la vida persiste entonces la planetización, como un proceso biológico que produce un cerebro global, necesariamente también produciría una mente global, un nuevo nivel de conciencia planetaria y una red de pensamientos tecnológicamente compatibles a la que llamó la noosfera. La capa tecnológica propuesta por Teilhard para la noosfera puede interpretarse como una anticipación de Internet y la Web.
El físico y filósofo Peter Russell elabora una visión similar y enfatiza la importancia del crecimiento espiritual personal para construir y lograr sinergia con la dimensión espiritual del superorganismo emergente. Este enfoque es más popular en los círculos de la Nueva Era, que enfatizan el crecimiento en la conciencia más que el modelado científico o la implementación de sistemas tecnológicos y sociales.

### Cibernética Evolutiva
Los teóricos de sistemas y los cibernéticos describen comúnmente el surgimiento de un sistema de orden superior en el desarrollo evolutivo como una "transición de metasistema" (un concepto introducido por Valentin Turchin) o una "transición evolutiva importante". Tal metasistema consiste en un grupo de subsistemas que trabajan juntos de una manera coordinada y dirigida. Es mucho más poderoso e inteligente que sus sistemas constituyentes. Francis Heylighen ha argumentado que el cerebro global es un metasistema emergente con respecto al nivel de inteligencia humana individual, e investigó los mecanismos evolutivos específicos que promueven esta transición.
En este escenario, Internet cumple la función de red de "nervios" que interconectan los subsistemas y coordina su actividad. El enfoque cibernético hace posible desarrollar modelos matemáticos y simulaciones de los procesos de autoorganización a través de los cuales emerge esa coordinación e inteligencia colectiva.

## Desarrollos recientes
En 1994 Kevin Kelly, en su popular libro Out of Control, postuló el surgimiento de una "mente colmena" a partir de una discusión sobre cibernética y biología evolutiva.
En 1996, Francis Heylighen y Ben Goertzel fundaron el grupo Global Brain, un foro de discusión que agrupaba a la mayoría de los investigadores que habían estado trabajando en el tema del cerebro global para investigar más a fondo este fenómeno. El grupo organizó la primera conferencia internacional sobre el tema en 2001 en la Vrije Universiteit Brussel.
Después de un período de relativo abandono, la idea de Global Brain ha visto recientemente un resurgimiento de interés, en parte debido a las charlas sobre el tema de Tim O'Reilly, el pronosticador de Internet que popularizó el término Web 2.0, y Yuri Milner, el inversor de redes sociales. En enero de 2012, se fundó el Global Brain Institute (GBI) en la Vrije Universiteit Brussel para desarrollar una teoría matemática de la propagación de la información "cerebral" a través de Internet. En el mismo año, Thomas W. Malone y sus colaboradores del Centro de Inteligencia Colectiva del MIT han comenzado a explorar cómo el cerebro global podría ser "programado" para trabajar de manera más efectiva, usando mecanismos de inteligencia colectiva. El científico de la complejidad Dirk Helbing y su grupo NervousNet han comenzado recientemente a desarrollar un "Sistema Nervioso Planetario", que incluye una "Plataforma Participativa Global", como parte del proyecto FuturICT a gran escala, preparando así algunas de las bases para un Cerebro Global.
En julio de 2017, Elon Musk fundó la compañía Neuralink, cuyo objetivo es crear un Encadenamiento Neural, que es un concepto inventado por el novelista Iain M. Banks y que básicamente se refiere a una interfaz de máquina tejida en el cerebro, para permitir al usuario acceder a todos los recursos disponibles de información humana. El principal argumento detrás de esta idea de negocios es el argumento de Musk, de que los seres humanos pronto tendrán que adoptar implantes cerebrales para mantenerse relevantes en un mundo que, en su opinión, pronto estará dominado por la inteligencia artificial. La firma recaudó 27 millones de dólares de 12 inversores en 2017.

### Literatura avanzada
- ·  Goertzel, B. (2001). Plenum, ed. Creating Internet Intelligence: Wild Computing, Distributed Digital Consciousness, and the Emerging Global Brain.
- ·  Teilhard de Chardin, Pierre (1964). The Future of Man. (The classic on physical and psychological/mental development of global brain and global mind).
- ·  Heylighen, F. (2007). "Accelerating Socio-Technological Evolution: from ephemeralization and stigmergy to the global brain" (PDF). In Modelski, George; Devezas, Tessaleno; Thompson, William. Globalization as an Evolutionary Process: Modeling Global Change. London: Routledge. pp. 286–335. ISBN 9780415773614.

- Datos: Q2946951
- Multimedia: Global Brain / Q2946951